# جون هوري
جون هوري (باليابانية: 堀江淳؛ بالكانا: ほりえ じゅん) هو مغن مؤلف ياباني، ولد في 19 أكتوبر 1960 في توماكوماي في اليابان.

## وصلات خارجية
- الموقع الرسمي
- جون هوري على موقع ميوزك برينز (الإنجليزية)
- جون هوري على موقع أول ميوزيك (الإنجليزية)
- جون هوري على موقع ديسكوغز (الإنجليزية)